# Javornik (Vareš, BiH)
Javornik je naseljeno mjesto u općini Vareš, Federacija Bosne i Hercegovine, BiH.

## Zemljopis
Nalazi se pet kilometara sjeverno od samoga središta grada, na nadmorskoj visini od oko 1050 m, nedaleko od izvorišta rijeke Stavnje. 

## Povijest
Nakon bošnjačkog napada (1993.) i osvajanja općine Vareš, Javorničani, a i cjelokupni hrvatski puk Vareša je napustio svoja ognjišta zbog straha od mogućeg nasilja i ubijanja. Samo je dvoje stanovnika ostalo u mjestu koji su bili fizički maltretirani. Tek 1995. započinje povratak na Javornik.

## Stanovništvo

### 1991.
Nacionalni sastav stanovništva 1991. godine, bio je sljedeći:
ukupno: 259
- Hrvati - 217
- Muslimani - 4
- Jugoslaveni - 33
- ostali, neopredijeljeni i nepoznato - 5

### 2013.
Nacionalni sastav stanovništva 2013. godine, bio je sljedeći:
ukupno: 95
- Hrvati - 94
- ostali, neopredijeljeni i nepoznato - 1